# Buchholzer Dreieck
Das Buchholzer Dreieck ist ein Autobahndreieck in Niedersachsen. Es verbindet die Bundesautobahn 1 (Heiligenhafen – Saarbrücken; E 22) mit der Bundesautobahn 261 (Eckverbindung Harburg).

## Bauform und Ausbauzustand
Die A 1 Richtung Osten und die A 261 sind vierstreifig ausgebaut. Richtung Westen besitzt die A 1 seit 11. Oktober 2012 sechs Fahrstreifen.
Die Rampen der Relation Hamburg-Bremen sind zweispurig, alle weiteren sind einspurig ausgeführt.

## Verkehrsaufkommen
Das Dreieck wird täglich von etwa 86.500 Fahrzeugen befahren.
| Von                               | Nach               | Durchschnittliche tägliche Verkehrsstärke | Durchschnittliche tägliche Verkehrsstärke | Durchschnittliche tägliche Verkehrsstärke | Anteil Schwerlastverkehr | Anteil Schwerlastverkehr | Anteil Schwerlastverkehr |
| Von                               | Nach               | 2005                                      | 2010                                      | 2015                                      | 2005                     | 2010                     | 2015                     |
| --------------------------------- | ------------------ | ----------------------------------------- | ----------------------------------------- | ----------------------------------------- | ------------------------ | ------------------------ | ------------------------ |
| AS Dibbersen (A 1)                | Buchholzer Dreieck | 47.700                                    | 39.600                                    | 58.100                                    | 16,8 %                   | 18,8 %                   | 15,8 %                   |
| Buchholzer Dreieck                | AS Rade (A 1)      | 71.800                                    | 64.800                                    | 82.700                                    | 18,8 %                   | 20,8 %                   | 17,7 %                   |
| AS Tötensen (Rosengarten) (A 261) | Buchholzer Dreieck | 45.000                                    | 40.100                                    | 32.100                                    | 16,1 %                   | 19,3 %                   | 16,3 %                   |